# Заль

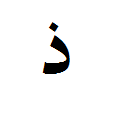
Ізольована форма літери

Заль (араб. ‏ذال; з̱а̄ль) — дев'ята літера арабської абетки, позначає звук [ð].
В ізольованій та початковій позиціях заль має вигляд ﺫ; в кінцевій та серединній — ـﺫ. Літера не зв'язується з наступними після себе в слові.
Заль належить до місячних літер.
Літері відповідає число 700.
В перській мові ця літера також має назву «заль» (перс. ذال), звучить як [ẕ].

## В юнікоді
| Юнікод         | U+0630             |
| Ім'я в юнікоді | ARABIC LETTER THAL |
| HTML           | &#1584;            |
| ISO 8859-6     | 0xd0               |